# أندريه يونغ
أندريه يونغ (16 مارس 1990 في الولايات المتحدة - ) (بالإنجليزية: Andre Young)‏ هو لاعب كرة سلة أمريكي في مركز هجوم خلفي. لعب مع نادي دين بوش لكرة السلة.

## وصلات خارجية
- أندريه يونغ على موقع كرة السلة الأوروبية.كوم (الإنجليزية)
- أندريه يونغ على موقع كلية كرة السلة في سبورتس رفرنس.كوم (الإنجليزية)
- أندريه يونغ على موقع ريلجم (الإنجليزية)
- أندريه يونغ على موقع بروبوليرز (الإنجليزية)